# گاوها در علفزار
گاوها در علفزار نقاشی رنگ روغنی است که در سال ۱۸۸۳ توسط وینسنت ون گوگ، از روی یک نقاشی کم‌کیفیت قدیمی کشیده شده‌است.